# Florence Trailová
Florence Trailová, nepřechýleně Florence Trail, (1. září 1854 Frederick, Maryland – 21. dubna 1944) byla americká spisovatelka a pedagožka.

## Životopis
Narodila se v městě Frederick v Marylandu 1. září 1854 jako dcera Charlese Edwarda Traila a Ariany McElfreshové. Mezi její sourozence patřili Anna M. Harding, Henry Trail, Bertha Trail a Charles Bayard Trail. Od svých deseti let trpěla poruchou sluchu, kterou získala v důsledku těžké nemoci.
Kromě psaní knih se věnovala také hudbě, kterou studovala na konzervatoři Peabody Institute. Ačkoli byla v mnoha oblastech nadaná, byla známá především jako spisovatelka. Publikovala přes 100 článků v novinách a časopisech. Působila také jako překladatelka.
Florence Trailová zemřela 21. dubna roku 1944.

## Vybraná bibliografie
- My journal in foreign lands, 1884
- Studies in criticism, 1888
- Under the second renaissance : a novel, 1894
- A history of Italian literature, Vol. I., 1903
- A history of Italian literature, Vol. II., 1904
- History and democracy; essays in interpretation, 1916
- Meanings of music, 1918
- The scholar's Italy, 1923
- An Italian anthology, 1926
- A memorial of Ariana McElfresh Trail, 1929
- Modern Italian culture, 1931
- Diary of Florence Trail, 1892
- Foreign family life in France in 1891, 1944